# Daniel Smith
Daniel Smith (Baulkham Hills, 28 mei 1991) is een Australische zwemmer.

## Carrière
Op 14-jarige leeftijd won Smith acht Australische jeugdtitels, de meeste sinds Ian Thorpe. Enkele jaren later raakte zijn zwemcarrière in het slop door een drugs- en alcoholverslaving. Begin 2013 meldde hij zich bij een ontwenningskliniek in Hervey Bay. Later dat jaar pakte hij zijn zwemcarrière weer op. Bij zijn rentree op de Australische kampioenschappen zwemmen, in april 2014 in Brisbane, eindigde Smith als achtste op de 200 meter vrije slag.
Op de Australische kampioenschappen kortebaanzwemmen 2014 kwalificeerde hij zich, op de 200 en 400 meter vrije slag voor de wereldkampioenschappen kortebaanzwemmen 2014 in Doha. In Doha eindigde Smith als zevende op de 200 meter vrije slag en als achtste op de 400 meter vrije slag. Op de 4x100 meter vrije slag zwom hij samen met Matt Abood, Travis Mahoney en Tommaso D'Orsogna in de series, in de finale eindigden Abood, Mahoney en D'Orsogna samen met Cameron McEvoy op de vijfde plaats.
Op de wereldkampioenschappen zwemmen 2015 in Kazan sleepte hij samen met Cameron McEvoy, David McKeon en Thomas Fraser-Holmes de bronzen medaille in de wacht op de 4x200 meter vrije slag.

## Internationale toernooien
| Jaar | Olympische Spelen | WK langebaan      | WK kortebaan                                                                          | PanPacs       | Gemenebestspelen |
| ---- | ----------------- | ----------------- | ------------------------------------------------------------------------------------- | ------------- | ---------------- |
| 2014 |                   |                   | 7e 200m vrije slag 8e 400m vrije slag 5e 4x100m vrije slag Smith zwom enkel de series | geen deelname | geen deelname    |
| 2015 |                   | 4x200m vrije slag |                                                                                       |               |                  |
| 2016 | 5-21 augustus     |                   | 6-11 december                                                                         |               |                  |

## Persoonlijke records
Bijgewerkt tot en met 26 november 2015
Kortebaan
| Afstand         | Tijd    | Datum            | Plaats |
| --------------- | ------- | ---------------- | ------ |
| 100m vrije slag | 47,77   | 26 november 2015 | Sydney |
| 200m vrije slag | 1.42,67 | 3 december 2014  | Doha   |
| 400m vrije slag | 3.39,63 | 5 december 2014  | Doha   |

Langebaan
| Afstand         | Tijd    | Datum             | Plaats   |
| --------------- | ------- | ----------------- | -------- |
| 100m vrije slag | 49,32   | 15 augustus 2015  | Chartres |
| 200m vrije slag | 1.46,50 | 16 augustus 2015  | Chartres |
| 400m vrije slag | 3.51,45 | 29 september 2015 | Peking   |